# Lac Chiamay

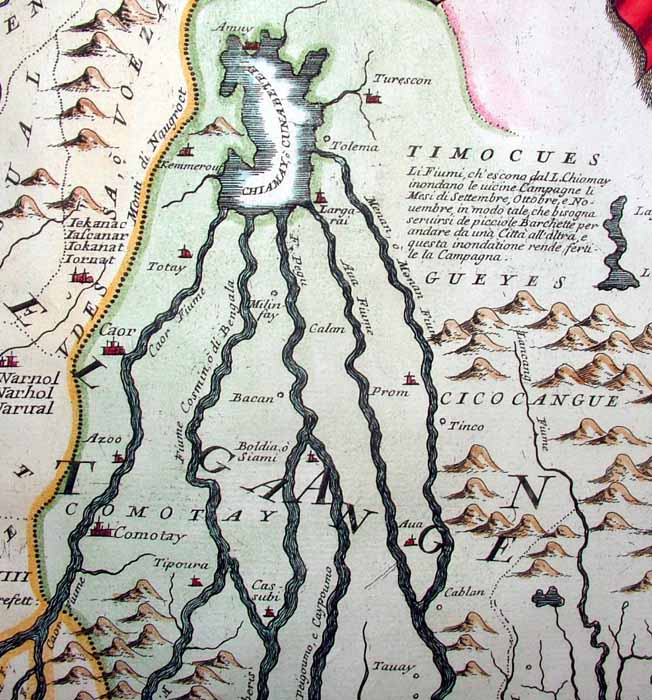
Le lac Chiamay ou Cunabetee, sur une carte de l'Empire moghol réalisée en 1692 par Vincenzo Coronelli.

Le lac Chiamay est un lac ou marais fictif qui était représenté sur de nombreuses cartes européennes de l'Asie à l'époque des grandes découvertes. Provenant de récits de l'exploration portugaise de l'Indochine, il s'agissait d'un immense lac, plus de 1 000 km à l'intérieur des terres, duquel étaient censés s'écouler plusieurs fleuves importants du Bangladesh, de Birmanie et de Thaïlande. Il continua à être représenté sur les cartes, index et encyclopédies européennes jusque vers la fin du XVIIIe siècle.

## Noms
Le lac apparaît sous de nombreux noms : Chimay, Cunebetét, Chiamay, Chiammay, Jangamá, Jangoma, Chiama, Jamahey, Chiamai, Chaamay, Chiama, Cunebete et Singapamor. 
João de Barros et Fernão Mendes Pinto utilise le même nom pour désigner le lac, le royaume qui l'entoure et sa capitale ; il pour provenir de Chiang Mai, capitale du royaume de Lanna.

## Histoire
Dans ses Décadas da Ásia (en), l'historien portugais João de Barros mentionne le lago Chiamay dans son récit du mandat de Lopo Soares de Albergaria (pt), gouverneur de l'Inde portugaise entre 1515 et 1518. Barros avait auparavant rencontré Fernão Mendes Pinto, dont le journal des voyages dans les années 1540, publié ultérieurement, mentionne à deux reprises un lac de 36 ou 180 lieux de circonférence, entouré de mines et dont provient le Gange et plusieurs autres grands fleuves de la région. En 1554, le lac apparaît sous le nom de Cayamay Lago sur une carte de l'Asie du Sud-Est réalisée par le cartographe vénitien Giacomo Gastaldi et publiée dans le second volume de Delle Navigationi et Viaggi du géographe italien Giovanni Battista Ramusio. Gastaldi indique que le lac est l'origine du Brahmapoutre, de l'Irrawaddy, de la Salouen et du Chao Phraya.
Aucun lac d'importance n'a existé dans la région de Chiang Mai, mais, sur la foi de la réputation de Barros et Ramusio, le lac Chiamay est présent sur les cartes européennes jusqu'en 1751 et continue à y figurer sur les réimpressions au moins jusqu'en 1783. À la même époque, il est mentionné dans les index géographiques et les encyclopédie, dont la première édition de l'Encyclopædia Britannica

## See also
- Histoire de la cartographie
- Grandes découvertes
- Île de Californie
- Monts de Kong
- Monts de la Lune
- Uniamesi